# 永和乡 (宾县)
永和乡是中国黑龙江省哈尔滨市宾县下辖的一个乡，位于县城西北。

## 行政区划
全乡共辖永和、公平、新和、永庆、永胜、新乐、牧场、林安、长安、德安、保安、新安、东安、东进、和平、和安等16个村。